# TSC集團
TSC集團控股有限公司，簡稱TSC集團控股，以及TSC集團（英語：TSC Group Holdings Limited，港交所：0206），於1995年由蔣秉華（董事長）和张梦桂（首席執行官）創立前身為「埃謨國際」。
該公司經營陆上和海洋钻探行业的产品和服务。該公司股份在2005年11月28日於港交所創業板上市，當時代碼為8149，招股價為0.73港元，發行新股為72,000,000股，集資額為5300萬港元。
其後在2007年秋天，以每股16便士（相等於約2.53港元）收購Global Marine Energy plc股權，總代價為11,600,000英鎊（相等於約183,300,000港元）。
其後在2009年6月5日轉在主板上市。

## 旗下品牌
- Alliance Offshore Drilling (AOD)
- Ansell Jones
- Miko Oilfield Supplies (M·O·S)
- Cruiser
- Patriot Mechanical Handling, Inc.

## 連結
- t-s-c.com（页面存档备份，存于）